# Пошатово (Арзамаський район)
Пошатово (рос. Пошатово) — селище в Арзамаському районі Нижньогородської області Російської Федерації.
Населення становить 607 осіб. Входить до складу муніципального утворення Чернухинська сільрада.

## Історія
Від 2009 року входить до складу муніципального утворення Чернухинська сільрада.

## Населення
| 1999 | 2002 | 2010 |
| ---- | ---- | ---- |
| 686  | ↘629 | ↘607 |